# Prehrana
Prehrana je jedna od potreba svakoga čovjeka na Zemlji, to je proces u kome čovjek unosi u organizam hranu, dok se nastavak procesa u kojem se onda u probavnom traktu hrana prerađuje u energiju (ili skladišti) naziva probava.
Danas su popularni pojmovi:
- vegetarijanska prehrana
- makrobiotička prehrana

No jedino doista vazno u cijeloj priči o prehrani je dnevno unijeti u organizam dovoljne količine svih hranjivih tvari tako da se tijelo održi zdravim. Suprotnost je pothranjenost, koja slabi imuni sustav čovjeka i time ga čini lakim plijenom bolesti, od prehlada, upala pluća do TBC-a.
Obično se govori da prehrana treba biti raznolika. Treba sadržavati:
- Vitamine
- Ugljikohidrate
- Bjelančevine
- Masti
- Minerale

Za potanku analizu pogledajte gornje članke i posebno članak Hrana.

## Obrok
Tradicionalna prehrana sastoji se od triju obroka dnevno. Prema vremenu u danu kad jedemo te obroke nazivamo ih: zajutrak, objed i večera. Zajutrak i večera su često laki obroci (voće, žitarice), dok se objed najčešće sastoji od niza jela. Bilo doma, bilo u restauraciji tu pripadaju:
- predjelo
- juha (ili neko toplo varivo)
- glavno jelo i salata
- desert